# American Horror Story: 1984
American Horror Story: 1984 is het negende seizoen van de Amerikaanse dramaserie American Horror Story.

## Rolverdeling

### Hoofdbezetting
- Emma Roberts als Brooke Thompson
- Billie Lourd als Montana Duke
- Leslie Grossman als Margaret Booth
- Cody Fern als Xavier Plympton
- Matthew Morrison als Trevor Kirchner
- Gus Kenworthy als Chet Clancy
- John Carroll Lynch als Benjamin Richter
- Angelica Ross als Donna Chambers
- Zach Villa als Richard Ramirez

### Terugkerende bezetting
- DeRon Horton als Ray Powell
- Orla Brady als Dr. Karen Hopple
- Lou Taylor Pucci als Jonas Shevoore
- Tara Karsian als Chef Bertie
- Leslie Jordan als Courtney
- Lily Rabe als Lavinia Richter
- Dylan McDermott als Bruce

## Afleveringen
| Afleveringnummer | Afleveringnummer | Titel             | Eerste uitzending VS |
| Serie            | Seizoen          | Titel             | Eerste uitzending VS |
| ---------------- | ---------------- | ----------------- | -------------------- |
| 95               | 1                | Camp Redwood      | 18 september 2019    |
| 96               | 2                | Mr. Jingles       | 25 september 2019    |
| 97               | 3                | Slashdance        | 2 oktober 2019       |
| 98               | 4                | True Killers      | 9 oktober 2019       |
| 99               | 5                | Red Dawn          | 16 oktober 2019      |
| 100              | 6                | Episode 100       | 23 oktober 2019      |
| 101              | 7                | The Lady in White | 30 oktober 2019      |
| 102              | 8                | Rest in Pieces    | 6 november 2019      |
| 103              | 9                | Final Girl        | 13 november 2019     |